# Керн, Екатерина Ермолаевна
Екатерина Ермолаевна Керн (1818 — 6 февраля 1904, Санкт-Петербург) — дочь Анны Керн, возлюбленная композитора Михаила Глинки, мать академика Юлия Шокальского.

## Биография
Из дворянского рода Керн. Родилась в семье генерала Е. Ф. Керна и его жены А. П. Керн (известной по роли, которую она играла в жизни Пушкина, посвятившего ей «Я помню чудное мгновенье»). Крестница императора Александра I. Из-за частых ссор воспитанием Екатерины родители не занимались. Была отдана на воспитание в Смольный институт благородных девиц, который окончила с отличием в 1836 г. Около 3 лет жила со стариком-отцом, служившим в то время комендантом Смоленска. Затем устроилась на работу в альма-матер на должность классной дамы.
В 1839 г. состоялась встреча Е. Е. Керн с М. И. Глинкой. Знакомство с композитором переросло в любовь.
Из письма Глинки:

«…мой взор невольно остановился на ней: её ясные выразительные глаза, необычайно стройный стан (…) и особенного рода прелесть и достоинство, разлитые во всей её особе, всё более и более меня привлекали. (…) Я нашёл способ побеседовать с этой милой девицей. (…) Чрезвычайно ловко высказал тогдашние мои чувства. (…) Вскоре чувства мои были вполне разделены милою Е. К., и свидания с нею становились отраднее. Всё в жизни контрапункт, то есть противуположность (…) Мне гадко было у себя дома, зато сколько жизни и наслаждения с другой стороны: пламенные поэтические чувства к Е. К., которые она вполне понимала и разделяла…» 
Ставшая музой композитора в тот период его жизни, Катенька Керн была источником вдохновения для Глинки.

«В своей близости к лицу, которое его понимает, артист черпает новую силу».
Ряд небольших произведений, сочиненных им в 1839 году, были посвящены Екатерине Керн, в частности романс «Если встречусь с тобой», слова которого

«…Е. К. выбрала из сочинений Кольцова и переписала для меня. (…) Для неё же написал Valse-Fantaisie».
После того, как в конце 1839 года М. И. Глинка оставил свою жену М. П. Иванову, с 1840 года продолжали стремительно развиваться отношения с Е. Керн. Но вскоре она тяжело заболела и переехала к матери. Весной 1840 года композитор постоянно навещал Екатерину и именно тогда написал романс «Я помню чудное мгновенье» на стихи Пушкина, посвятив его дочери той, кому поэт адресовал эти стихи.
В 1841 году Е. Керн забеременела. Начавшийся незадолго до этого бракоразводный процесс Глинки с женой, уличённой в тайном венчании с племянником крупного сановника, давал Екатерине надежду стать женой композитора. Михаил Иванович также был уверен, что дело решится быстро и вскоре он сможет жениться на Екатерине. Но судебный процесс принял неожиданный оборот. И хотя Глинка не пропускал ни одного судебного заседания, дело затянулось. Екатерина постоянно плакала и требовала от Михаила Ивановича решительных действий. Глинка решился — дал ей значительную сумму на «освобождение» от внебрачного ребёнка, хотя очень переживал по поводу случившегося. Чтобы сохранить всё в тайне и избежать скандала в обществе, мать увезла дочь в Лубны на Украину «для перемены климата».
В 1842 года Е. Керн вернулась в Петербург. Глинка, ещё не получивший развода с прежней женой, часто виделся с ней, однако как он признается в своих «Записках»: 

«…уж не было прежней поэзии и прежнего увлечения».
Летом 1844 года Глинка, покидая Петербург, заехал к Е. Керн и простился с ней. После чего их отношения практически прекратились. Столь желанный развод Глинка получил лишь в 1846 году, но связывать себя узами брака побоялся и прожил остаток жизни холостяком.
Несмотря на постоянные уговоры родных, Е. Керн долго отказывалась от замужества. Только в 1854 году, потеряв надежду на возвращение к ней Глинки, Е. Керн вышла замуж за юриста Михаила Осиповича Шокальского. В 1856 году родила сына Юлия, а через 10 лет овдовела, оставшись с малолетним ребёнком почти без всяких средств существования. Желание дать сыну хорошее образование, которое обеспечило бы ему карьеру, заставило её служить гувернанткой в богатых домах. В домашних условиях сама подготовила мальчика к поступлению в Морской корпус.
Друг семьи — сын А. С. Пушкина, Григорий Александрович, — помогал Екатерине Ермолаевне в воспитании её сына Юлия Шокальского (впоследствии председателя Русского географического общества). Остаток жизни Екатерина Ермолаевна провела в семье сына в его квартире на Английском проспекте в Петербурге. Каждое лето она выезжала в своё имение в Смоленской губернии, где её любимым времяпрепровождением было чтение сказок и стихов Пушкина детишкам из окрестных деревень, специально собираемым по этому случаю. «Барщина» заканчивалась раздачей маленьким слушателям медных пятаков. Свою любовь к Глинке Екатерина Ермолаевна сохранила на всю жизнь, и даже умирая в 1904 году, с глубоким чувством вспоминала композитора.

## В художественной литературе
Героиня исторической повести Михаила Казовского «Озаренные романсом» («Подвиг», 2017).